# Helmut Kyank
Helmut Kyank (* 7. Januar 1916 in Demitz-Thumitz (Sachsen); † 14. Dezember 1992 in Rostock) war ein deutscher Gynäkologe. Von 1958 bis 1981 war er Direktor der Universitätsfrauenklinik Rostock.

## Leben
Kyanks Eltern waren der Reichsbahnbeamte Max Kyank und seine Frau Ida Kyank geb. Noack. Er legte sein Abitur 1936 in Leipzig ab und diente 1937–1939 im Heer (Wehrmacht). Er studierte ab 1939 an der Universität Leipzig Medizin und wurde 1944 zum Dr. med. promoviert. 1944/45 wurde er erneut zur Wehrmacht eingezogen. Nach dem Krieg begann er seine Weiterbildung an der Universitätsfrauenklinik Leipzig. Seit 1950 Facharzt für Gynäkologie und Geburtshilfe,  habilitierte er sich 1952 in Leipzig. Er wurde zum Oberarzt und Dozenten, später zum Professor ernannt. 1958 wechselte er an die Frauenklinik der Universität Rostock. 1969 kam er als ordentlicher Professor auf ihren Lehrstuhl für Gynäkologie. Er leitete die Rostocker Klinik bis zu seiner Emeritierung 1981. Sein Nachfolger wurde Hans Wilken. Kyank verstarb 1992 im Alter von 75 Jahren. Er war verheiratet und Vater von drei Kindern. Der Sohn Hans-Rainer Kyank war Frauenarzt in Rostock.
In der Deutschen Demokratischen Republik war Kyank neben Karlheinz Sommer einer der bedeutendsten Lehrbuchautoren in Gynäkologie und Geburtshilfe. Beim Ministerium für Gesundheitswesen war er 1963–1965 Vorsitzender der Problemkommission für Gynäkologie und Geburtshilfe. Ab 1975 saß er im Advisory Board der Annales chirurgiae et gynaecologiae.

## Ehrungen
- Vorsitzender der Gesellschaft für Gynäkologie und Geburtshilfe der DDR (1962–1964)
- Verdienter Arzt des Volkes (1965)
- Mitglied der nachmaligen Akademie der Wissenschaften der DDR (1967)
- Wahl in die Deutsche Akademie der Naturforscher Leopoldina (1968)
- Obermedizinalrat (DDR) (1971)
- Ehrenmitglied der Jan-Evangelista-Purkyně-Gesellschaft, Prag (1972)
- Nationalpreis der DDR III. Klasse (1974)
- Ehrenplakette der Gesellschaft für klinische Medizin der DDR (1974)
- Ehrenmitglied der Allunionsgesellschaft für kulturelle Verbindung mit dem Ausland (1976)
- Ehrenmitglied der Ungarischen Gesellschaft für Geburtshilfe und Gynäkologie (1977)
- Ehrenmitglied der Italienischen Gesellschaft für Gynäkologie und Geburtshilfe (1978)
- Ehrenmitglied der Rumänischen Gesellschaft für Gynäkologie und Geburtshilfe (1979)
- Ehrendoktor der Karl-Marx-Universität (1985)

## Erinnerung

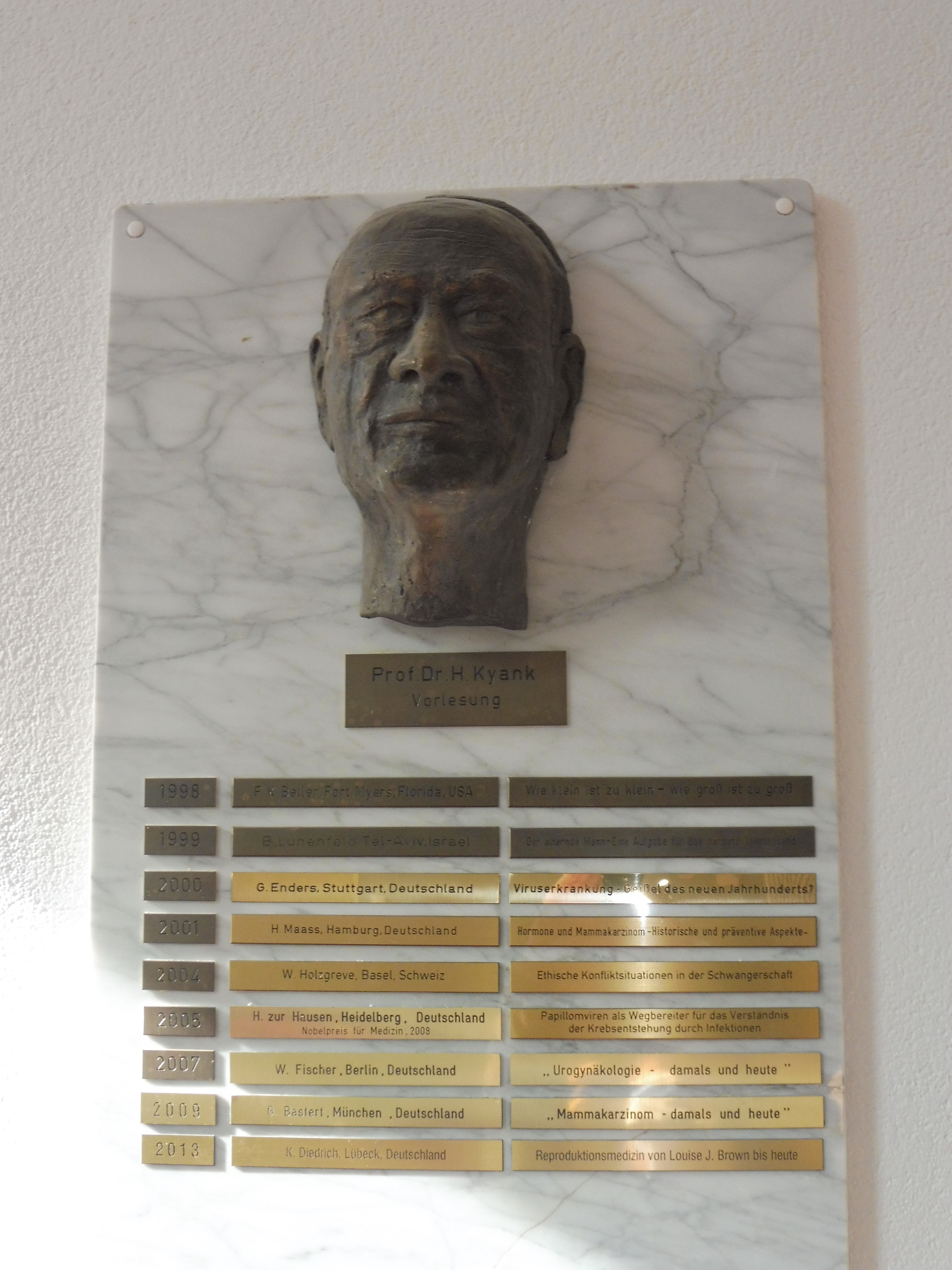
Gedenktafel in Südstadt

Im Hörsaal vom Klinikum Südstadt Rostock erinnert eine Marmortafel an Kyank. Unter seinem Bronzekopf sind die Vorlesungen verzeichnet, die ihm zu Ehren von maßgeblichen Wissenschaftlern über große Themen der Gynäkologie und Reproduktionsmedizin gehalten worden sind:
- Fritz K. Beller (1998): Wie klein ist zu klein – wie groß ist zu groß?
- Bruno Lunenfeld (1999): Der alternde Mann – eine Aufgabe für das nächste Jahrtausend
- Gisela Enders (2000): Viruserkrankung – Geißel des neuen Jahrhunderts
- Heinrich Maass (2001): Hormone und Mammakarzinom – historische und präventive Aspekte
- Wolfgang Holzgreve (2004): Ethische Konfliktsituationen in der Schwangerschaft
- Harald zur Hausen (2005): Papillomviren als Wegbereiter für das Verständnis der Krebsentstehung durch Infektionen
- Wolfgang Fischer (2007): Urogynäkologe – damals und heute
- Gunther Bastert (2009): Mammakarzinom – damals und heute
- Klaus Diedrich (2013): Reproduktionsmedizin von Louise J. Brown bis heute

## Schriften
- mit Martin Gülzow (Hrsg.): Erkrankungen während der Schwangerschaft. Thieme, Leipzig 1966.
- mit Karlheinz Sommer (Hrsg.): Lehrbuch der Gynäkologie. Thieme, Leipzig 1969
- mit Karlheinz Sommer, Reinhold Schwarz (Hrsg.): Lehrbuch der Geburtshilfe. Thieme, Leipzig 1971.
- mit Reinhold Schwarz (Hrsg.): Gynäkologische Operationen. Johann Ambrosius Barth Verlag, Leipzig 1986.
- mit Fritz K. Beller (Hrsg.): Erkrankungen während der Schwangerschaft. Thieme, Leipzig Stuttgart 1990, ISBN 3-13-649005-3.